# Bileu
Josileudo Rodrigues de Araújo (Aurora, 28 de março de 1989), mais conhecido apenas como Bileu, é um futebolista brasileiro que atua como volante. Atualmente, está no Paysandu.

## Carreira
Bileu começou sua carreira pelas categorias de base do Fortaleza nos anos de 2007 e 2008, ainda em 2008 acertou sua transferência para o Atlético Paranaense onde teve passagens pelo time principal, onde não teve oportunidades, e também pelas categorias de base do Furacão.
No ano seguinte foi contratado pelo Souza, mas em 2010 se transferiu para o ABC, onde conquistou um dos seus principais títulos em sua carreira, a Série de 2010, além de conquistar a Série C, Bileu também conquistou os Campeonatos Potiguares de 2010 e de 2011. Em 2012, teve seus direitos federativos adquirido pelo Villa Rio, mas continuou no ABC onde ficou até 2013, ano em que participou da campanha que salvou o Alvinegro do rebaixamento.
Em 2014, anunciou sua transferência para o Sport. No Sport foi contratado para atuar como lateral-direito, mas acabou não rendendo o esperado e rescindiu o contrato para assinar com o rival Santa Cruz até o final do mesmo ano.
Em 12 de dezembro de 2014, o Santa Cruz renova contrato com o jogador até o final de 2015 e adquiri 20% dos direitos federativos do atleta. Participou do elenco que levou o tricolor de volta a elite do futebol brasileiro, fazendo um dos gols do acesso e seu primeiro gol como jogador tricolor.

## Títulos
ABC
- Campeonato Brasileiro - Série C: 2010

- Campeonato Potiguar: 2010 e 2011

Sport
- Copa do Nordeste: 2014

Santa Cruz
- Campeonato Pernambucano: 2015